# Chitona macedonica
Chitona macedonica es una especie de coleóptero de la familia Oedemeridae.

## Distribución geográfica
Habita en Grecia.